# Балмаз
Балмаз (рум. Balmaz) — село в Аненій-Нойському районі Молдови. Входить до складу комуни, адміністративним центром якої є село Чобановка.

## Населення
За даними перепису населення 2004 року у селі проживали 163 особи.
Національний склад населення села:
| Національність | Кількість осіб | Відсоток |
| -------------- | -------------- | -------- |
| молдавани      | 117            | 71,8%    |
| українці       | 39             | 23,9%    |
| росіяни        | 6              | 3,7%     |
| гагаузи        | 1              | 0,6%     |
| Всього         | 163            | 100%     |